# Heathen Chemistry
Heathen Chemistry — пятый альбом британской рок-группы Oasis. Этот диск группа впервые записывала с новыми участниками. Это первый альбом, где участие в написании песен принимали все члены группы, кроме барабанщика. Альбом вышел 28 июня 2002 и мгновенно стал платиновым, к февралю 2003 года альбом третий раз получил в Англии платиновый статус, также став золотым в Канаде и Австралии. «Heathen Chemistry» стал самым покупаемым студийным альбомом группы со времен «Be Here Now», на сегодняшний день суммарный тираж диска составляет более 3,5 млн копий. Это последний альбом с участием давнего барабанщика группы Алана Уайта, который покинул группу в 2004 году.

## Запись альбома
Heathen Chemistry был записан между 2001 годом и началом 2002 и стал первым альбом группы, тексты песен которого написаны не только Ноэлем Галлахером. Фронтмен Лиам Галлахер написал три песни, а новый басист Энди Белл и ритм-гитарист Гэм Арчер по одной соответственно.
Несмотря на то что большинство инструментальных партий было записано в середине-конце 2001, Ноэль заявил, что выход альбома был задержан явным нежеланием Лиама записать вокальные партии и что это бездействие просто взбесило его:
"Я был поистине рад этому альбому…раньше. Но теперь, я, черт возьми, очень злой. Я закончил свои партии 3,5 месяца назад и отдал их Лиаму, и в течение этого времени он ничего не сделал. Опять начал «бухать»…
Все фоновые треки уже сделаны, и это поистине потрясающий альбом в плане звучания. Отдать это главному вокалисту — значит затормозить весь процесс к чертовой матери и сделать его очень длинным и мучительным. Так что, честно Вам скажу, я не знаю, когда альбом выйдет в свет. Это зависит от Лиама.
Несмотря на задержки, когда альбом наконец был записан, Ноэль был уверен что это второй лучший альбом группы после Definitely Maybe.
Заглавие альбома, как сказал Ноэль, происходит от картинки на майке, купленной им когда-то на Ивисе. Надпись гласила: «Общество Языческих Химиков».

## Синглы
Первый сингл с альбома «The Hindu Times» вышел 15 Апреля 2002 и занял в хит-параде Англии 1 место, став 6-м «номер 1» группы, и через 4 дня, разойдясь тиражом более 200.000 получил серебряный статус.
Второй сингл «Stop Crying Your Heart Out» вышел 17 Июня 2002 и занял в хит — параде Англии 2 место и так же стал серебряным. «Stop Crying Your Heart Out» исполнялась по BBC, когда сборная Англии вылетела из розыгрыша Чемпионата мира по футболу. В 2003 песня номинировалась на премию Айвора Новелло.
Третий сингл «Little By Little» вышел 23 Сентября 2002 и занял в хит — параде Англии 2 место.
Четвёртый сингл «Songbird» вышел 3 Февраля 2003 и занял в хит — параде Англии 3 место, став первым синглом, который написал Лиэм.
Песня «Songbird» — единственная песня с альбома, попавшая в сборник лучших песен «Stop the Clocks».

## Список композиций
| #                                                       | Песня                                                   | Автор                                                   | Длина |
| ------------------------------------------------------- | ------------------------------------------------------- | ------------------------------------------------------- | ----- |
| 1.                                                      | «The Hindu Times»                                       | Ноэл Галлахер                                           | 3:49  |
| 2.                                                      | «Force of Nature»                                       | Ноэл Галлахер                                           | 4:51  |
| 3.                                                      | «Hung in a Bad Place»                                   | Гем Арчер                                               | 3:28  |
| 4.                                                      | «Stop Crying Your Heart Out»                            | Ноэл Галлахер                                           | 4:59  |
| 5.                                                      | «Songbird»                                              | Лиэм Галлахер                                           | 2:07  |
| 6.                                                      | «Little by Little»                                      | Ноэл Галлахер                                           | 4:52  |
| 7.                                                      | «A Quick Peep»                                          | Энди Белл                                               | 1:17  |
| 8.                                                      | «(Probably) All in the Mind»                            | Ноэл Галлахер                                           | 4:02  |
| 9.                                                      | «She Is Love»                                           | Ноэл Галлахер                                           | 3:09  |
| 10.                                                     | «Born on a Different Cloud»                             | Лиэм Галлахер                                           | 6:08  |
| 11.                                                     | «Better Man»*                                           | Лиэм Галлахер                                           | 4:19  |
| * Включает скрытый трек «The Cage», начинается на 33:14 | * Включает скрытый трек «The Cage», начинается на 33:14 | * Включает скрытый трек «The Cage», начинается на 33:14 | 4:50  |

## Участники записи
- Лиэм Галлахер — вокалист
- Ноэл Галлахер — гитарист, вокалист, бэк-вокалист
- Колин «Гем» Арчер — ритм-гитарист
- Энди Белл — бас-гитарист
- Алан Уайт — барабанщик